# Warszówka (przystanek kolejowy)
Warszówka – przystanek osobowy Polskich Kolei Państwowych w północno-wschodniej części Dziecinowa w gminie Sobienie-Jeziory, w powiecie otwockim, w województwie mazowieckim, w Polsce.

## Linie
Przez przystanek przechodzi  linia kolejowa:
- D29-12 Skierniewice – Łuków